# Công ty Điện tử-Tin học Sài Gòn

Logo SSP

Công ty Điện tử-Tin học Sài Gòn (tên giao dịch là Saigon Electrics Informatics Company, viết tắt là SEI.CO) là một trong những công ty công nghệ thông tin lớn của Việt Nam hiện nay.

## Lịch sử
Công ty Điện tử-Tin học Sài Gòn được thành lập theo quyết định số 5190/QĐ-UB-KT ngày 23 tháng 9 năm 1997 của Ủy ban Nhân dân Thành phố Hồ Chí Minh, trên cơ sở sáp nhập Công ty Điện tử Quận 3 (Tritronics) trực thuộc Ủy ban Nhân dân Quận 3 vào Xí nghiệp Điện tử Gò Vấp (Govel) trực thuộc Sở Công nghiệp Thành phố Hồ Chí Minh. Đại bản doanh của công ty đặt tại số 200, Võ Văn Tần, Quận 3, Thành phố Hồ Chí Minh. Ngoài ra công ty còn có cơ sở tại số 108c, Thống Nhất, quận Gò Vấp, Thành phố Hồ Chí Minh. Bài hát chính thức của công ty là bài Nam Bộ kháng chiến của nhạc sĩ Tạ Thanh Sơn.
Ngày 30 tháng 6 năm 2000 Trung tâm Công nghệ Phần mềm Thành phố Hồ Chí Minh (tên giao dịch là Saigon Software Park, viết tắt là SSP) chính thức đi vào hoạt động. SSP là trung tâm trực thuộc SEI.CO. Đại bản doanh đặt tại 123, Trương Định, Quận 3, Thành phố Hồ Chí Minh. SSP là khu công nghệ phần mềm tập trung đầu tiên tại Việt Nam, theo mô hình đó một số các khu phần mềm tập trung lần lượt ra đời tại nhiều địa phương khác, như Công viên Phần mềm Quang Trung, Trung tâm CNPM Cần Thơ, Trung tâm CNPM Đà Nẵng, Trung tâm CNPM Hải Phòng, Khu Công nghệ Cao Hòa Lạc.
Ngày 16 tháng 9 năm 2002 theo quyết định số 39/QĐ của Sở Kế hoạch Đầu tư Thành phố Hồ Chí Minh thì Trung tâm Công nghệ Phần mềm Thành phố Hồ Chí Minh (tên giao dịch là Saigon Software Park, viết tắt là SSP) là đơn vị kinh tế phụ thuộc ra đời. Ngày 13 tháng 11 năm 2002 SSP xin đổi tên lại là Trung tâm Công nghệ Phần mềm Sài Gòn. Như vậy đến thời điểm này SSP có hai nghĩa: một khu công nghệ phần mềm (toà nhà bao gồm nhiều công ty hoạt động trong lĩnh vực công nghệ thông tin) và một công ty con của Công ty Điện tử-Tin học Sài Gòn.
Ngày 20 tháng 1 năm 2003 theo quyết định số 66/GP-GDTX của Sở Giáo dục Đào tạo Thành phố Hồ Chí Minh, Trường Công nghệ Thông tin Sài Gòn trực thuộc Sở Giáo dục Đào tạo là trung tâm thứ hai của SEI.CO.
Ngày 9 tháng 3 năm 2005 Học viện Công nghệ Thông tin SSP (một phòng ban của SEI.CO) hợp tác với NIIT cho ra đời trung tâm đào tạo công nghệ thông tin NIIT SSP (tên giao dịch là NIIT SSP Centre).
Tháng 6 năm 2006 SEI.CO thành lập 4 trung tâm với tư cách là 4 công ty thành viên bao gồm:
- Trung tâm giải pháp phần mềm SSP (tên giao dịch là SSP Software Solutions Centre, viết tắt là SSP-SOFT): Chuyên sản xuất phần mềm
- Trung tâm thiết kế đồ hoạ SSP (tên giao dịch là SSP Art-Design Centre, viết tắt là SSP-ArtDesign): Chuyên thiết kế đồ hoạ và website
- Trung tâm tích hợp hệ thống SSP (tên giao dịch là SSP Integration System Centre, viết tắt là SSP-SYSTEM): Chuyên cung cấp các giải pháp mạng và tích hợp hệ thống
- Trung tâm đào tạo công nghệ thông tin SSP (tên giao dịch là SSP Academy, viết tắt là SSP-ACADEMY): Đào tạo công nghệ thông tin

Sau khi Tổng công ty công nghiệp Sài Gòn (CNS) thành lập theo quyết định số 1325/QĐ-UBND ngày 27 tháng 3 năm 2006, SEI.CO trở thành công ty con của CNS.
Ngày 2 tháng 6 năm 2008, nhóm SSP-FS thuộc SSP-SOFT tách thành Trung tâm giải pháp quản trị quốc tế SSP (tên giao dịch là SSP International Management Solution Centre, viết tắt là SSP-IMAS hay SIMAS). SIMAS chuyên hợp tác với các doanh nghiệp sản xuất phần mềm có uy tín của nước ngoài để cung cấp các giải pháp phần mềm quản lý doanh nghiệp cho thị trường Việt Nam. Hiện nay, SIMAS là một trong bốn nhà triển khai giải pháp Microsoft Dynamic NAV tại Việt Nam (ba nhà triển khai khác là TRG, NaviWorld, NETiKA).
Ngày 22 tháng 6 năm 2009, Trung tâm thiết kế đồ hoạ SSP đổi tên thành Trung tâm thiết kế và truyền thông SSP.
Ngày 31 tháng 10 năm 2009, Trung tâm thiết kế và truyền thông SSP và Trung tâm giải pháp quản trị quốc tế SSP giải thể.
Ngày 23 tháng 09 năm 2014, Trung tâm phần mềm Thành phố Hồ Chí Minh chính thức đóng cửa, kết thúc sứ mạng sau hơn 14 năm hoạt động.

## Các giải thưởng
- Giải thưởng Sao Khuê 2009 cho phần mềm chất lượng 4 sao (SSP-HRM). Đơn vị cấp: Vinasa.
- Bằng khen của UBND Thành phố Hồ Chí Minh cho SADC năm 2006. Đơn vị cấp: UBND Thành phố Hồ Chí Minh. Ngày cấp: 20/04/2006
- Giải thưởng Sao Khuê 2007 cho phần mềm chất lượng 4 sao (SSP-HRM). Đơn vị cấp: Vinasa.
- Giải thưởng Sao Khuê 2006 cho phần mềm chất lượng 4 sao (SSP-HRM). Đơn vị cấp: Vinasa.
- Giải thưởng website ấn tượng năm 2006. Đơn vị cấp: Sở thương mại Thành phố Hồ Chí Minh. Ngày cấp: 28/03/2006
- Giải thưởng Sao Khuê 2005 dành cho Doanh nghiệp phần mềm tiêu biểu Việt Nam có tốc độ tăng trưởng tiêu biểu. Đơn vị cấp: Vinasa
- Cúp chìa khoá vàng Thương hiệu Việt yêu thích do bạn đọc báo Doanh nhân Sài Gòn bình chọn. Đơn vị cấp: Báo Doanh nhân Sài Gòn.
- Cúp đồng CNTT-TT 2005 dành cho phần mềm thương phẩm đóng gói SSP-STM. Đơn vị cấp: Hội tin học Việt Nam.
- Bằng khen của Bộ Bưu chính Viễn thông cho doanh nghiệp đã có thành tích xuất sắc đóng góp cho sự nghiệp phát triển ngành công nghiệp phần mềm Việt Nam giai đoạn từ năm 2002 đến năm 2005. Đơn vị cấp: Bộ Bưu chính Viễn thông.Ngày cấp: 15/06/2005.
- Cúp Vàng Thương hiệu Việt uy tín chất lượng ngành công nghệ thông tin. Đơn vị cấp: Hội sở hữu trí tuệ Việt Nam. Ngày cấp: 04/01/2006
- Cúp vàng sản phẩm uy tín chất lượng cho sản phẩm Hệ thống Điều hành Trực tuyến SSP-STM. Đơn vị cấp: Hội sở hữu công nghiệp Việt Nam. Ngày 02/09/2005.
- SSP nhận được giấy chứng nhận từ tập đoàn ICHI, Nhật Bản khẳng định thương hiệu SSP lọt vào Top 500 thương hiệu uy tín của Việt Nam